# Absolute Hits Of The 80's
Absolute Hits Of The 80's er et dansk opsamlingsalbum udgivet i 1997 af EVA Records i serien af Absolute Hits Of-albums. Albummet er en dobbelt-cd bestående af nogle af de største hits fra 1980'erne.

## Spor

### Cd 1
1. A-ha – Take On Me
2. Duran Duran – Girls On Film
3. Ultravox – Dancing With Tears In My Eyes
4. Spandau Ballet – True
5. Howard Jones – Like To Get To Know You Well
6. Madness – Our House
7. Eurythmics – Thorn In My Side
8. Communards – Never Can Say Goodbye
9. Feargal Sharkey – A Good Heart
10. The Pretenders – Don't Get Me Wrong
11. Visage – Fade To Grey
12. Fine Young Cannibals – Johnny Come Home
13. Kim Wilde – Kids In America
14. Alphaville – Big In Japan
15. The Flying Pickets – Only You
16. Tears For Fears – Sowing The Seeds Of Love

### Cd 2
1. Elton John – Blue Eyes
2. Kate Bush – Running Up That Hill
3. Huey Lewis & The News – Stuck With You
4. Rick Astley – Never Gonna Give You Up
5. Mel & Kim – Respectable
6. Matt Bianco – Whose Side Are You On?
7. Tina Turner – Private Dancer
8. Heart – These Dreams
9. Roxette – The Look
10. Mike Oldfield – Moonlight Shadow
11. Paula Abdul – Straight Up
12. Hall & Oates – Out Of Touch
13. Dionne Warwick – Heartbreaker
14. Roxy Music – Avalon
15. Tanita Tikaram – Twist In My Sobriety
16. Modern Talking – Brother Louie